# Bildungssystem in Oman
Das Bildungssystem in Oman bestand bis zur Machtergreifung Sultan Qabus’ im Jahr 1970 aus lediglich drei Koranschulen für Jungen mit insgesamt ca. 900 Schülern. In den 1970er und 1980er bemühte man sich um den raschen quantitativen Ausbau des Bildungssystems. Damit ging eine breit angelegte Alphabetisierungskampagne für Erwachsene einher. Waren 1990 noch 45,3 % aller über 15-jährigen Omaner Analphabeten, so waren dies 2006 nur noch 18,6 %. Seit den 1990er Jahren rücken vermehrt qualitative Aspekte in den Vordergrund. Damit waren auch der Aufbau einer privaten tertiären Bildungseinrichtung und die Etablierung verschiedener qualitativer Einrichtungen verbunden.

## Kindergarten
Kinderkrippen sind in Oman so gut wie unbekannt. Lediglich 1 % aller Kinder bis 3 Jahre besuchen eine solche Kindertagesbetreuungseinrichtung für Kleinkinder. Auch befinden sich Kindergärten noch im Aufbau und sind bisher nur in größeren Städten verfügbar.

## Allgemeinbildende Schulen
In Oman existiert keine Schulpflicht. Der Besuch einer allgemeinbildenden Schule ist kostenlos. Seit dem Schuljahr 1998/1999 wurde in Oman eine Gesamtschule bis zur 10. Jahrgangsstufe eingeführt, die das bis dahin dreistufige System ablöste. Die Gesamtschule gliedert sich in vier Unterstufenklassen sowie sechs Oberstufenklassen. Daran kann sich eine dreijährige Sekundarstufe II anschließen, die mit dem General Secondary School Certificate abgeschlossen wird.

## Tertiärer Bildungsbereich
Der omanische tertiäre Bildungsbereich ist relativ jung. Im Jahr 1986 wurde die erste und bislang einzige staatliche Universität gegründet. Ab 1999 sind auch private Universitäten im Sultanat erlaubt. Dies führte zu einer Gründungswelle von privaten Universitäten, die jedoch alle eine akademische Kooperation mit einer anerkannten ausländischen Universität aufweisen. Es gibt auch einige Gründungen von ausländischen Universitäten.
2005 wurden die staatlichen Fachhochschulen durch die Umwandlung bestehender höherer Schulen gebildet.

### Staatliche Universität
- Sultan-Qabus-Universität

### Private Universitäten
- A'Sharqiyah Universität
- Dhofar-Universität
- Universität Suhar
- Universität Nizwa
- German University of Technology in Oman in Maskat

### Staatliche Fachhochschulen
- College of Banking and Financial Studies
- Fachhochschule Ibri
- Fachhochschule Sur
- Fachhochschule Rustaq
- Fachhochschule Salala
- Fachhochschule Suhar
- Fachhochschule Nizwa

### Private Colleges
- University College
- Al-Zahra College for Women
- Bayan College
- Caledonian College of Engineering
- ELS Language Centers
- International College of Engineering and Management
- Institute of Public Administration
- International Maritime College Oman
- Majan University College
- Mazoon College
- Middle East College of Information Technology
- Modern College of Business and Science
- Muscat College
- Oman Dental College
- Oman Medical College
- Oman Tourism and Hospitality Academy
- Polyglot Institute Oman
- Rusayl Institute
- Sur University College
- The Scientific College of Design
- Waljat College of Applied Sciences
- Gulf College

### Staatliche technische Berufsakademien
- Higher College of Technology Maskat
- Musanna College of Technology
- Salalah College of Technology
- Nizwa College of Technology
- Shinas College of Technology
- Ibri College of Technology

### Regierungsstellen
- Omanisches Kultusministerium
- Omanisches Wissenschaftsministerium
- Zentrale Omanische Hochschulzulassungsstelle
- Omanisches Arbeitsministerium – zuständig für die staatlichen technischen Berufsakademien
- Omanischer Akkreditierungsrat
- Omanische Fachhochschulen

### Bedeutende Schulen
- The Sultan's School
- The British School - Muscat
- The American British Academy
- Al Sahwa Schule
- Al Ibdaa Privatschule